# Leabua Jonathan
Leabua Jonathan, född den 30 oktober 1914 i Leribe, Basutoland, död den 5 april 1987 i Pretoria, Sydafrika, var en politiker i Lesotho.

## Biografi
Jonathan hade tidigare varit stamhövding och blev premiärminister i Lesotho 1965 och var landets regeringschef vid dess självständighet 1966 och fram till 1986.
Efter valen 1970, som blev en framgång för oppositionen, lät han fängsla oppositionsledarna och genomförde en diktatorisk styrning av landet. Den 15 januari 1986 avsattes hans regering genom en militärkupp ledd av generalmajor Justin Metsing Lekhanya efter påtryckningar både från Sydafrika och en fraktion av Panafrikanska kongressen.